# Sandilands-Nunatak
Der Sandilands-Nunatak ist ein solitärer und 900 m hoher Nunatak im ostantarktischen Mac-Robertson-Land. In den Prince Charles Mountains ragt er 5 km nördlich des Mount Seaton inmitten des Nemesis-Gletschers an dessen nördlichem Ende auf.
Eine vom deutsch-australischen Geologen Peter Wolfgang Israel Crohn (1925–2015) geleitete Mannschaft sichtete ihn erstmals im Dezember 1956 im Rahmen der Australian National Antarctic Research Expeditions. Das Antarctic Names Committee of Australia benannte ihn nach Alexander Hardie Sandilands (* 1928), Funker auf der Mawson-Station im Jahr 1957.